# Akadémia utca

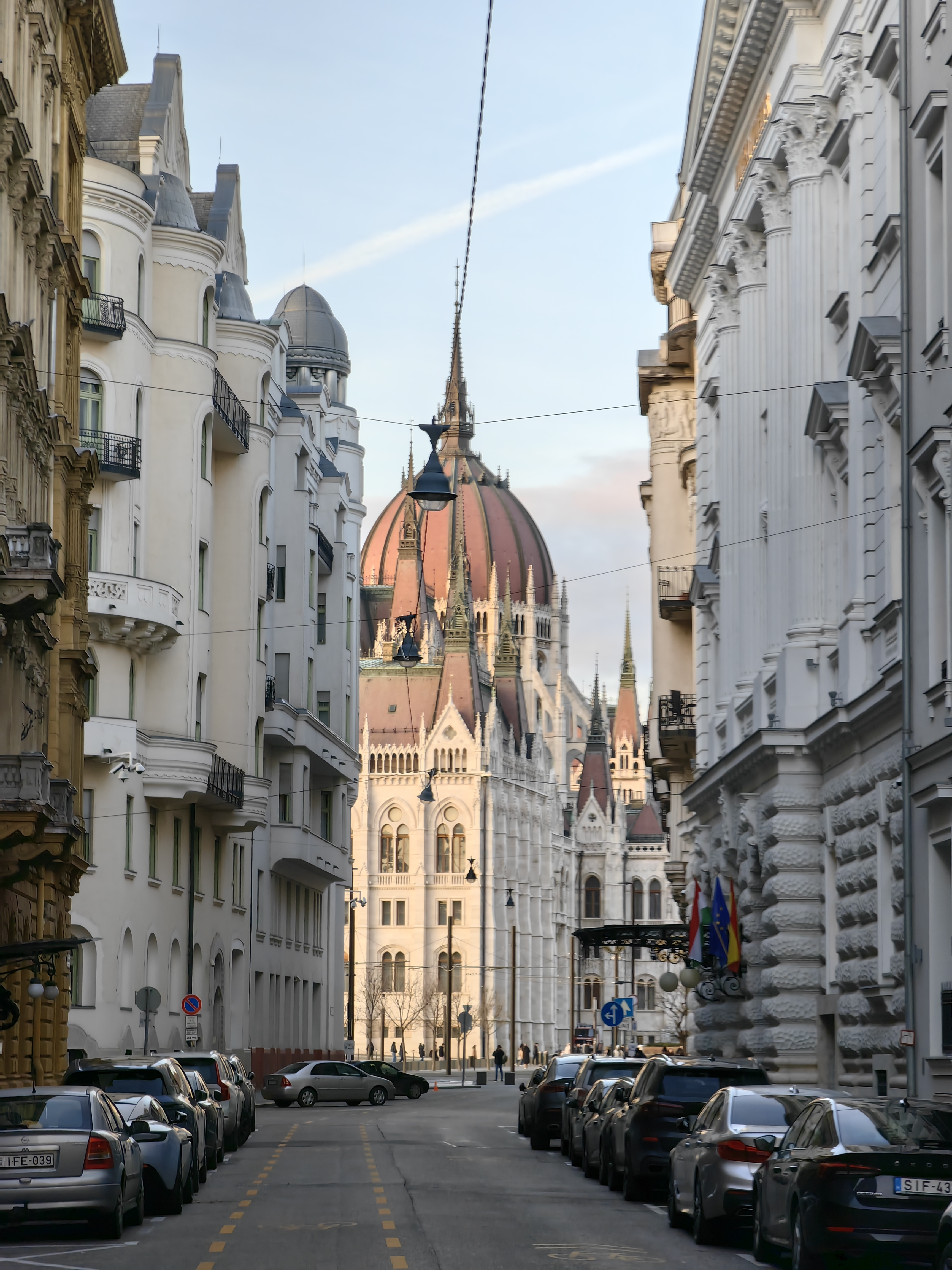
Budapest, rue de l'Académie en 2023

Akadémia utca est une rue de Budapest, située dans le quartier de Lipótváros (5e arrondissement).